# Mont Algide
Le mont Algide (latin : Algidus Mons) est une montagne située à 31 km au sud-est de Rome dans le Latium, ainsi nommée à cause de l’air froid qui y règne (algidus, a, um : « froid, glacé »). Elle s'étend de Tusculum à Préneste. Il s'agit du rebord sud-est des monts Albains, constitué du mont Artemisio (812 m), du mont Peschio (925 m) et du Maschio d'Ariano (891 m).
Le poète Horace place le mont Algide sous la protection de la déesse Diane.

## Histoire
Durant l’Antiquité, cette forteresse naturelle était le point de ralliement des Èques lorsqu’ils quittaient leurs montagnes, ce qui arrivait très souvent. Situé à l’est de Tusculum, il domine une plaine qui est le fond du grand cratère des monts Albains, au sein duquel se sont formés les petits cratères du lac d'Albano et du lac de Nemi.
En 465 av. J.-C., le consul Fabius Vibulanus vainc une première fois les Èques à l'Algide.
En 458 ou 457 av. J.-C., la tribu des Èques y assiège le fleuron de l’armée romaine, avec à leur tête le consul Minucius Esquilinus. Le Sénat nomme Quinctius Cincinnatus dictateur alors aux champs. Il sait que son départ risquait d’appauvrir sa famille, déjà ruinée à la suite du procès de son fils, si en son absence les récoltes n’étaient pas assurées. Néanmoins, il accepte et en seize jours, il libère le consul assiégé, bat les Èques à la bataille du mont Algide, célèbre un triomphe, condamne Volscius (qui a fait condamner son fils à l'exil) et abdique,,,. Les Èques, bien que défaits, massacrent la garnison de Corbione, s'emparent de la ville d'Ortona, mais le consul Nautius Rutilus leur livre bataille dans l'Algide, les écrase et les chasse non seulement de l'Algide, mais aussi de Corbione et d'Ortona.
En 454 av. J.-C., les Èques attaquent la cité latine de Tusculum, alliée de Rome.  Les deux consuls, Romilius Rocus et Veturius Cicurinus, infligent de très lourdes pertes aux Èques au mont Algide et prennent un énorme butin,.
Durant le décemvirat à Rome, les Èques ravagent à nouveau le territoire de Tusculum, qui appelle à l’aide sa puissante voisine, Rome. Sont envoyés les décemvirs Minucius Esquilinus, sauvé quelques années plus tôt par Cincinnatus, Antonius Merenda, Duillius Longus et Sergius Esquilinus, mais ces derniers sont haïs par la plèbe, composante de l’armée, et vaincus sur l’Algide par les Èques.
En 449 av. J.-C., le consul Valerius Potitus vainc les Èques et les Volsques à l'Algide, tandis que son collègue Horatius Barbatus bat les Sabins, vengeant la défaite des décemvirs qu'ils ont condamné à l'exil
En 431, les Èques, alliés aux Volsques, sont à nouveau vaincus au mont Algide par le dictateur Aulus Postumius Tubertus, et mis hors d’état de nuire pour des décennies.